# Любушин, Валерий Петрович
Валерий Петрович Любушин (18 марта 1940, Владивосток — 21 февраля 2011, Ташкент) — советский футболист, полузащитник. Советский и узбекский тренер.

## Биография
Воспитанник футбольной школы «Велозаводец» Пенза и команды «Локомотив». В Фергане был призван в армию, играл в первенстве Ферганской области. С 1960 года играл в первенстве КФК за «Сокол» Ташкент, обладатель «Кубка миллионов» 1962 года. С 1963 года — в «Пахтакоре», в чемпионате СССР сыграл 25 матчей, забил пять голов. В 1964 году «Пахтакор», будучи командой класса «Б», провёл два матча с южноамериканскими командами — «XV ноября» (Бразилия, 1:0) и «Насьональ» (Уругвай, 2:1); в обеих играх победные мячи забил Любушин. Играл за «Политотдел» (1967), «Целинник» / «Янгиер» (1967, 1969—1970), «Аккурган» (1968).
Работал в командах «Янгиер» (1971—1972, 1977 — тренер, 1973 — начальник команды, 1974, 1978—1981, 1987 — старший тренер), «Ханки» (1975 — старший тренер), «Бешкент» (1984 — старший тренер), «Геолог» Карши (1985—1986 — старший тренер), «Пахтакор» Андижан (1988 — начальник команды), «Касансайчи» (1991—1992 — старший тренер), «Динамо-Насаф» (1996 — старший тренер), Хорезм (1997 — тренер), «Машал» (2003 — начальник команды).
В начале 1990-х работал в федерации футбола Узбекистана.
Член «Зала славы футбола Узбекистана».
Скончался в феврале 2011 года в возрасте 70 лет. Похоронен на Домбрабадском кладбище.
Сын Вадим также футболист.